# Plaza de España (Santo Domingo)
La Plaza de España o la Plaza de la Hispanidad, es una plaza pública en el distrito histórico de Ciudad Colonial en Santo Domingo, República Dominicana. En su lado norte se encuentra el histórico Alcázar de Colón que data de 1514 y en su lado sur el Museo de las Casas Reales construido en 1511.
La plaza es un punto de reunión muy popular en la ciudad y está rodeada de una gran variedad de restaurantes y terrazas al aire libre. Dado su gran tamaño, también es un lugar popular para organizar conciertos y festivales.

## Descripción
En el lado noreste de la plaza se encuentra el Alcázar de Colón que data de 1514 y es el museo más visitado del país. En el centro se encuentra una estatua de Nicolás de Ovando, gobernador de La Española, quién mandó a reconstruir la ciudad. En el lado sur de la plaza se encuentra el Museo de las Casas Reales construido en 1511 por orden del rey Fernando II de Aragón para albergar las oficinas administrativas de las provincias españolas en América. Al este de la plaza se encuentra el río Ozama.

## Historia
Cuando se construyó a principios del siglo XVI, la plaza de España era un punto importante de la vida social de las primeras familias españolas en la ciudad. La plaza era el centro comercial y social de la ciudad.
Durante el siglo XIX varias casas fueron construidas en su alrededor.
En 1990 la plaza fue remodelada cuando la Ciudad Colonial de Santo Domingo fue declarada Patrimonio Cultural de la Humanidad por la Unesco. Como parte de esa remodelación se quitó la fuente del centro de la plaza.

## Galería

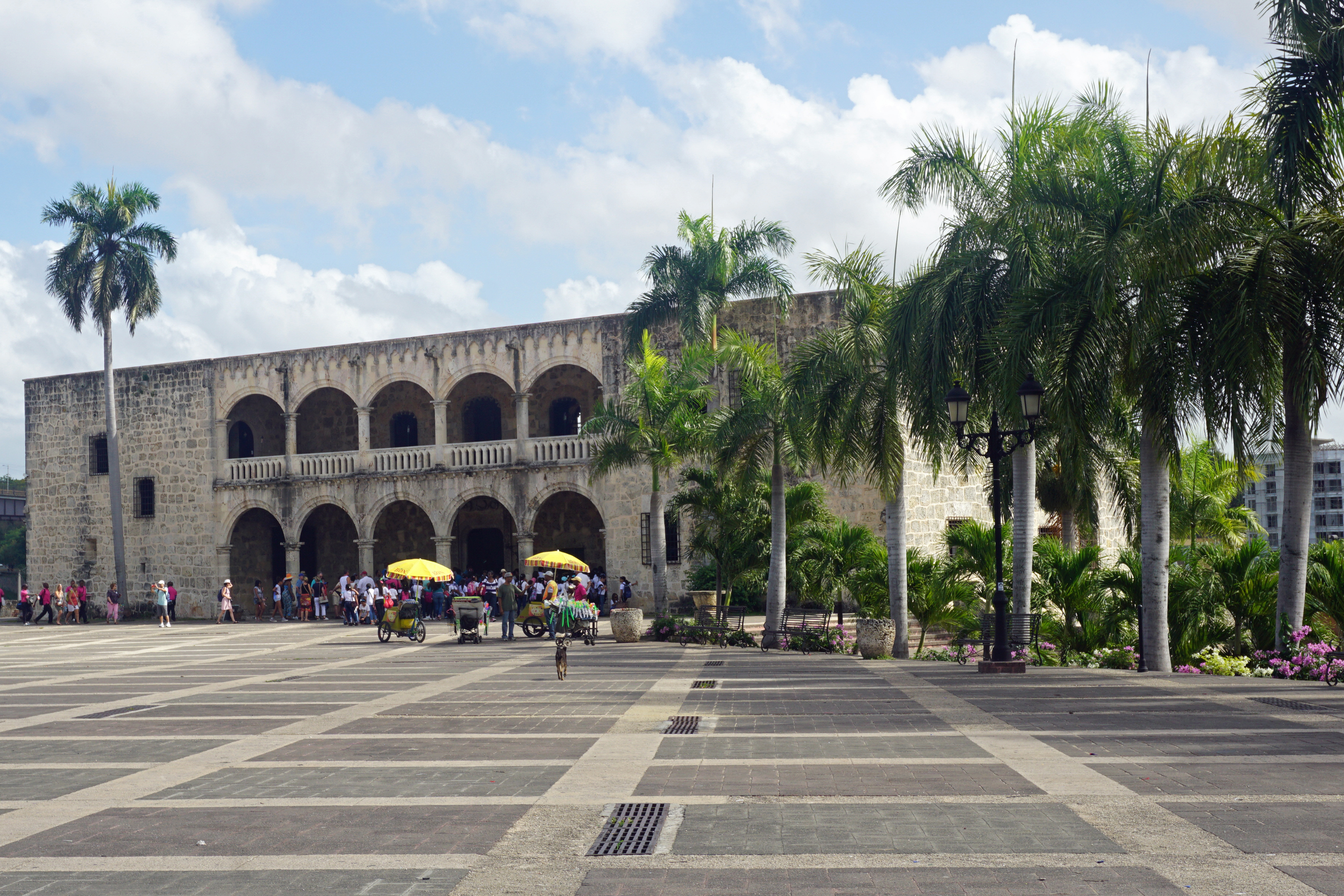
Vista de la plaza y el Alcázar de Colón en 2017.
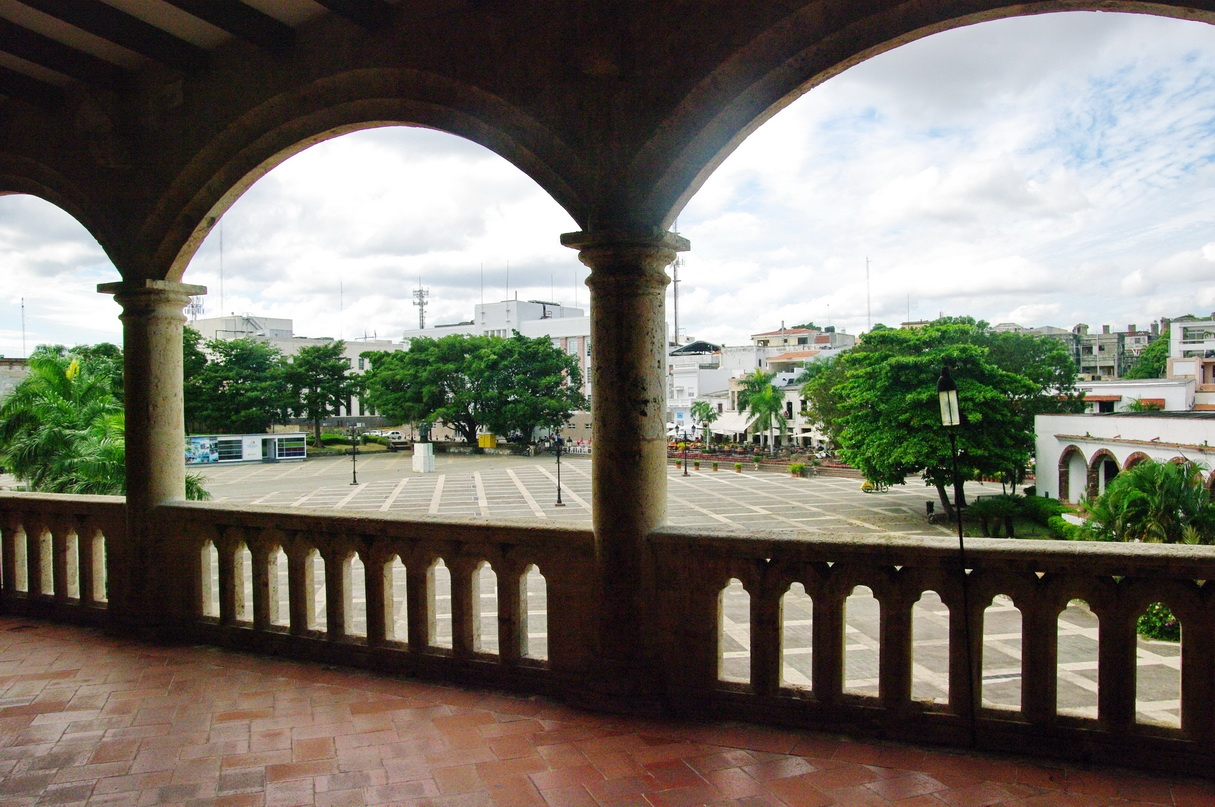
Vista de la plaza desde el Alcázar de Colón